# 小岸壮二

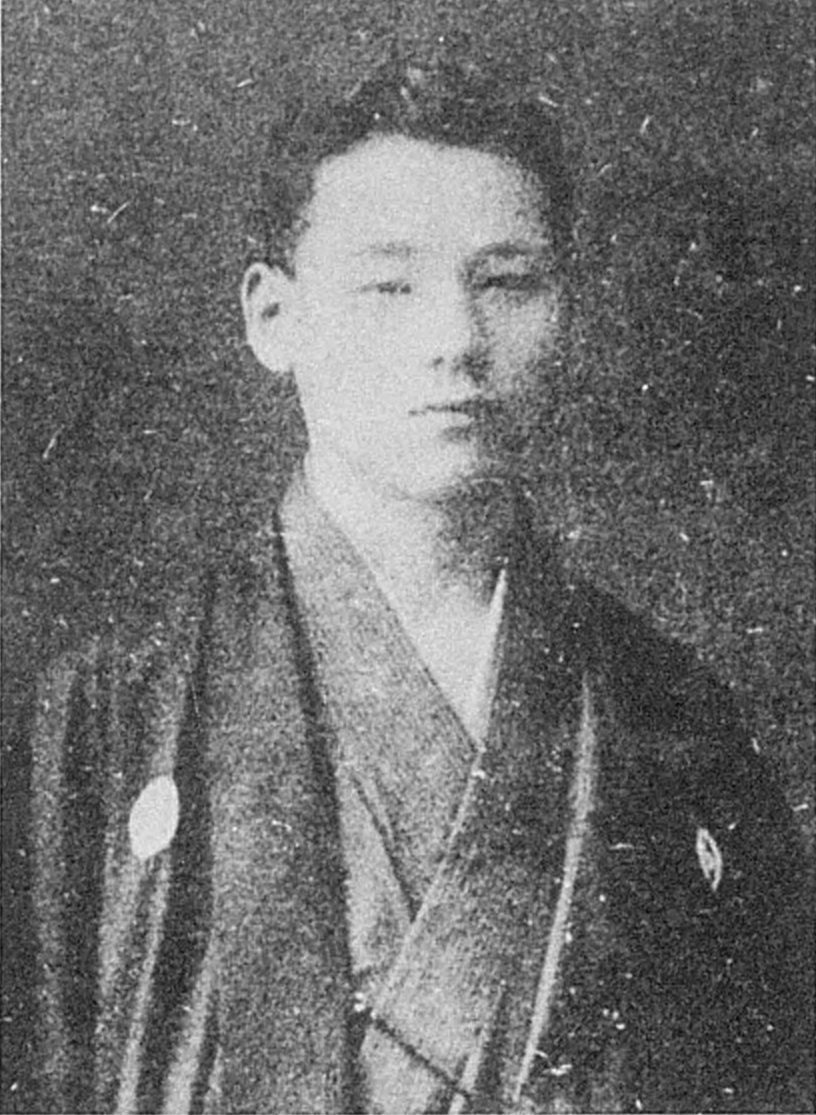
小岸壮二

小岸 壮二（こぎし そうじ、1898年〈明治31年〉1月3日 - 1924年〈大正13年〉1月7日）は、囲碁棋士。こぎしはおぎしとも読まれた。大阪出身。本因坊秀哉門下、六段。秀哉の後継者と期待されて麒麟児とも呼ばれたが、27歳で夭逝。時事新報勝ち抜き戦で32連勝の記録が有名。長考派で重厚沈着な碁風。

## 経歴
代々豊前国中津藩士の家系で伊藤博文の次女生子の夫、末松謙澄子爵の親戚筋にあたる、大阪に移って鯰江町の助役も務めた父の次男として生まれる。母は、慶應義塾塾長を務めた小幡篤次郎、日本最初の歯科医である小幡英之助の一族で、豊前中津藩御殿医で儒学者でもあった小幡元貞（250石）次女サウ。兄は戦前のプロレタリアートで、官憲による拷問のすえ出獄後に死去した小岸勇也である。1908年（明治41年）兄とともに11歳で上京して、本因坊秀哉の内弟子となり、兄はその後帰郷した。この頃、方円社で2歳年長の小野田千代太郎と、瀬越憲作らの開いた少年棋会や、頭山満主催の十番碁などで数多く対局して、定先に打ち込んでいる。
1915年（大正4年）に初段。1917年三段、父が死去し、母と兄妹を東京に迎えて渋谷に住む。この年から1920年にかけて、時事新報の囲碁新手合で32人抜きを達成。また萬朝報の勝ち継ぎ戦では8連勝1回、6連勝4回を含む、42勝9敗1ジゴの成績を残す。また1915年から19年までの総戦績は、115勝23敗2ジゴ。その後も1923年まで勝率9割の成績を残した。1918年四段。1921年、坊門と方円社の若手棋士による研究会六華会の会友として迎えられる。同年五段。1922年の坊社合同の中央棋院設立、及びそれに続く再分裂では秀哉とともに中央棋院に参加。1923年に関東大震災で中央棋院が全焼し復興に努めていた中で、疲労と腸チフスで倒れる。同年六段。1924年信濃町の慶應病院で死去、本妙寺の歴代本因坊墓地に葬られた。
本因坊秀哉には跡目と認められており、秀哉と、頭山満の号である立雲から字を取って秀立とも号していた。1921年の万朝報の坊社対抗戦では、岩本薫三段に白番2目勝。
長考派であり、当時は対局の時間制限がなかったとはいえ1局に1日か、せいぜい2、3日で終わるところ、4、5日の碁が珍しくなかった。1916年の萬朝報での瀬越憲作戦は9日間をかけ、結果はジゴで、二人とも局後に倒れて次の手合を棄権したという。